# Anacroneuria quilla
Anacroneuria quilla és una espècie d'insecte plecòpter pertanyent a la família dels pèrlids que es troba a Sud-amèrica: Colòmbia i l'Equador.
Els adults presenten la superfície dorsal del cap amb un patró de coloració clara (normalment, groguenca) i fosca (normalment marronosa).
En el seu estadi immadur és aquàtic i viu a l'aigua dolça, mentre que com a adult és terrestre i volador.